# Gouverneur von Arkansas

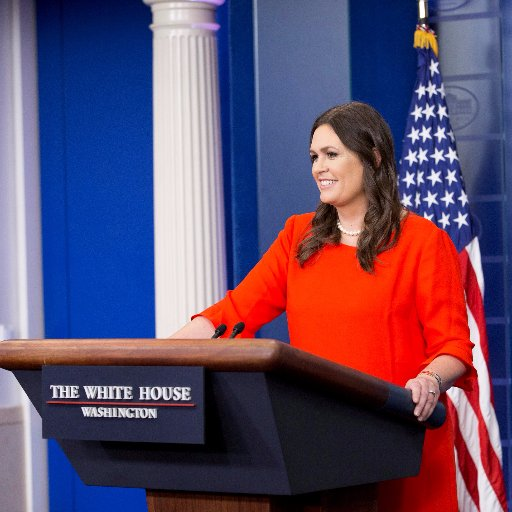
Sarah Huckabee Sanders, Gouverneurin von Arkansas

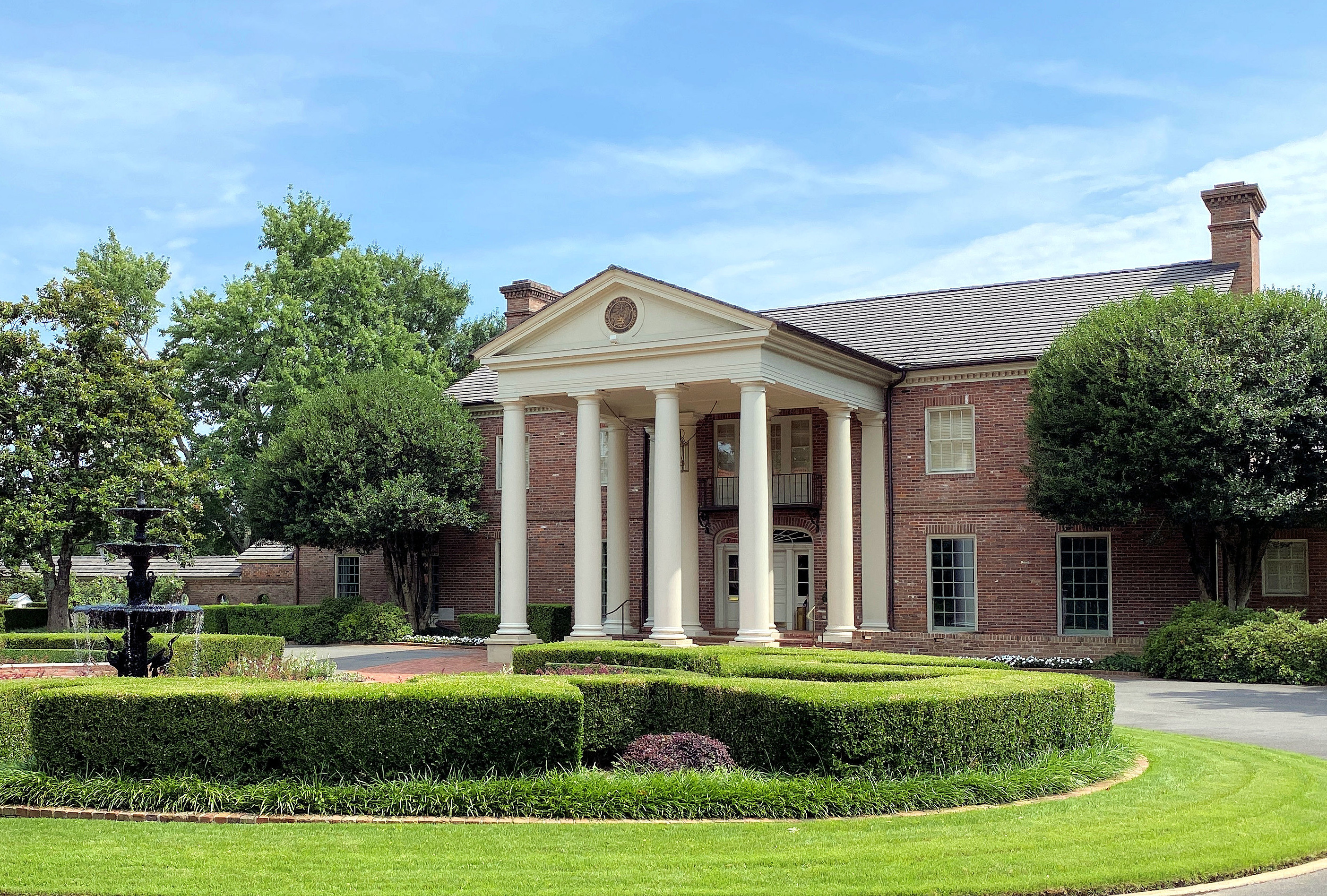
Governor's Mansion in Little Rock, Residenz des Gouverneurs

Der Gouverneur von Arkansas (Governor of the State of Arkansas) ist der Staats- und Regierungschef des amerikanischen Bundesstaates Arkansas und Oberbefehlshaber der Nationalgarde von Arkansas.
Seit dem 10. Januar 2023 ist die Republikanerin Sarah Huckabee Sanders Gouverneurin.

## Wahl
Der Gouverneur wird vom Volk gewählt. Die Wahlperiode beträgt seit 1984 vier Jahre (ebenso 1836 bis 1874, zwischen 1874 und 1984 nur zwei Jahre). Wählbar zum Gouverneur ist, wer mindestens 30 Jahre alt ist, Bürger der Vereinigten Staaten ist und vor der Wahl mindestens sieben Jahre im Staat wohnhaft ist. Unmittelbare Wiederwahl ist aufgrund einer Volksabstimmung von 1992 nur einmal möglich.

## Vizegouverneur
Das Amt des Vizegouverneurs (Lieutenant Governor) wurde 1863 eingeführt, bereits 1868 abgeschafft und 1925 wieder eingeführt. Der Vizegouverneur wird zugleich mit dem Gouverneur vom Volk gewählt.
Bis 1925 wurde im Falle einer Vakanz des Gouverneursamt der Präsident des Senates von Arkansas bis zum Ablauf seiner eigenen Wahlperiode Gouverneur. Dies führte zu einem schnellen Wechsel im Amt. Beispielsweise diente William Kavanaugh Oldham im Jahr 1913 nur sechs Tage im Gouverneursamt, bis er als Senatspräsident abgelöst wurde. Im Falle einer Vakanz auch im Amt des Senatspräsidenten trat an die Stelle des Gouverneurs der Vorsitzende (Speaker) des Repräsentantenhauses von Arkansas.